# Denzil Douglas
Denzil Llewellyn Douglas (ur. 14 stycznia 1953 w Saint Paul Capisterre) – polityk, premier Saint Kitts i Nevis w latach 1995-2015.
Został liderem Partii Pracy St. Kitts i Nevis w 1989 i wygrał wybory w 1995. Nominację na premiera kraju otrzymał 6 lipca 1995. Sprawował również funkcję ministra spraw zagranicznych. Z zawodu jest lekarzem, absolwentem Uniwersytetu Indii Zachodnich (University of the West Indies).